# Минковский сельский совет (Харьковская область)
Минко́вский сельский совет — входит в состав Валковского района Харьковской области Украины.
Административный центр сельского совета находится в селе Минковка.

## История
- 1921 — дата образования.

## Населённые пункты совета
- село Минко́вка
- село Вели́кая Кадыгро́бовка
- село Водяна́я Ба́лка
- село Гребенники
- село Лисконо́ги
- село Манилы
- село Мирошники
- село Тугаевка